# Desmos cambodicus
Desmos cambodicus là loài thực vật có hoa thuộc họ Na. Loài này được (Finet & Gagnep.) Ast mô tả khoa học đầu tiên năm 1938.